# Lo Prado (métro de Santiago)
Lo Prado est une station de la Ligne 5 du métro de Santiago, dans le commune de Lo Prado.

## La station
La station est ouverte depuis 2010.

## Origine étymologique
Dans les environs immédiats de la gare, située dans la partie quartier lopradina de Blanchi et face à la Villa Lautaro, il est la municipalité de Lo Prado qui donne naissance au nom de la station.